# Rijmenambrug
De Rijmenambrug is een betonnen liggerbrug over de Dijle in Rijmenam, een deelgemeente van Bonheiden, in de Belgische provincie Antwerpen. De brug bestaat uit één overspanning van 26,5 m, de breedte bedraagt 12,2 m. De brug zorgt voor de verbinding van Rijmenam met Boortmeerbeek.
Reeds in 1906 lag hier een brug over de Dijle. Dit was toen een gietijzeren liggerbrug op twee stenen pijlers in de rivier. In 1987 werd de huidige betonnen brug gebouwd.